# NPL-сеть

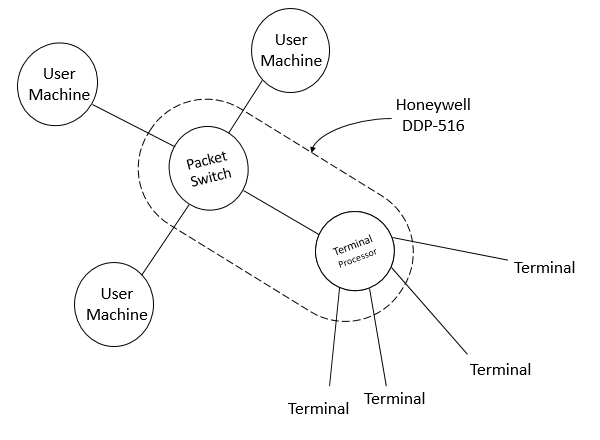
Схема NPL сети

NPL-сеть (англ. NPL Data Communications Network) — это локальная компьютерная сеть, управляемая командой из Национальной физической лаборатории Великобритании (NPL) в Лондоне, которая впервые предложила концепцию коммутации пакетов.
Идея была предложена Дональдом Дэвисом. Когда в августе 1966 года Дональд Дэвис был назначен главой отдела компьютерных наук NPL, у него появились финансовые возможности для создания сети, исследующей идеи коммутации пакетов.
Дэвис предложил развитие национальной службы связи для обработки данных в режиме онлайн в NPL в 1965 году, а в 1966 году он возглавлял группу по разработке дизайна для сети. В процессе проектирования сети команда Дэвиса осознала, что они решили проблему обеспечения общего доступа к компьютеру. Решением явился компьютер, называемый интерфейсным процессором, который по сути представлял собой мультиплексор. Интерфейсный процессор NPL подключал до 512 терминалов к локальному компьютеру с общей скоростью передачи данных до одного мегабита в секунду. Адреса терминалов были организованы иерархически с тремя уровнями ветвления и восемью узлами в каждом ответвлении, отсюда и ограничение адреса в 512 устройств. По сути это было первое описание концепции «интерфейсного компьютера», сегодня известного как маршрутизатор.

## Возникновение
В 1967 году письменная версия предложения под названием NPL Data Network была представлена Роджером Скантлбери на Симпозиуме по принципам операционных систем в Гатлинбурге. В докладе было представлено описание работы оборудования (узлов) для передачи сигналов (пакетов), его связь с электрическими линиями для повторной передачи сигналов между узлами, использование интерфейсных компьютеров для связи узловых сетей с так называемыми компьютерами с разделением времени и другими пользователями. Интерфейсные компьютеры будут передавать мультиплексные сигналы между сетями, а узлы будут переключать передачи, будучи подключенными к электрическим схемам, работающим со скоростью обработки, равной мегабитам.
Сеть NPL была первой, в которой использовались высокоскоростные каналы.
По итогам конференции Скантлбери отметил: «Похоже, что идеи в документе NPL на данный момент более продвинуты, чем любые, предложенные в США.»
Основываясь на проектах, впервые предложенных Дональдом Дэвисом в 1965 году, элементы первой версии сети, Mark I, были введены в эксплуатацию в 1969 году, а версия Mark II работала с 1973 по 1986 год. Сеть NPL и сеть ARPANET в США были первыми двумя компьютерными сетями, реализовавшими коммутацию пакетов.

## Развитие сети
Первой теоретической основой коммутации пакетов была работа Пола Бэрана, в которой данные передавались небольшими порциями и маршрутизировались независимо друг от друга методом, аналогичным методам хранения и пересылки между промежуточными сетевыми узлами. Дэвис независимо разработал ту же модель в 1965 году и назвал её коммутацией пакетов . Коммутация пакетов использовалась для создания экспериментальной сети с использованием узла Honeywell 516 . NPL при Дэвисе была первой организацией, создавшей сеть с коммутацией пакетов. Дэвис сделал первую публичную презентацию коммутации пакетов 5 августа 1968 года.
В докладе, представленном на конференции IFIP в Амстердаме в 1968 году, Дэвис впервые обсудил концепцию «локальных вычислительных сетей», необходимость локального межкомпонентного соединения компьютера с компьютером и терминала с компьютером.
Сеть NPL была предметом для межсетевых исследований на протяжении 1970-х годов. Дэвис, Скантлбери и Барбер были членами Международной сетевой рабочей группы (INWG), которая предложила протокол для межсетевого взаимодействия. Дерек Барбер был назначен директором европейского проекта COST 11, который стал Европейской сетью информатики (EIN), а Скантлбери возглавил технический вклад Великобритании. Протокол EIN помог запустить предложенный стандарт INWG.
Когда сеть впервые заработала в 1971 году, простой протокол «хост-хост» оказался неадекватным, и его пришлось полностью переписать, чтобы ускорить передачу пакетов. После установки нового программного обеспечения сеть обрабатывала более миллиона пакетов в день.
Сеть NPL позже была соединена с другими сетями, включая ARPANET в 1973 году и CYCLADES в 1976 году .
NPL соединяется с Европейской сетью информатики путем трансляции между двумя различными протоколами хоста, в то время как соединение NPL с экспериментальной службой пакетной коммутации почтового отделения использует общий протокол хоста в обеих сетях. Поэтому создание общего хост-протокола является более надежным и эффективным.
Дэвис и Барбер опубликовали книги по «коммуникационным сетям для компьютеров» в 1973 году и «компьютерным сетям и их протоколам» в 1979 году.
Сеть проработала до 1986 года, оказав влияние на другие исследования в Великобритании и Европе.
Позднее исследование Дэвиса в NPL было сосредоточено на безопасности данных в компьютерных сетях.